# Hans-Carossa-Gymnasium Berlin
Das Hans-Carossa-Gymnasium (kurz: HCG) ist ein Gymnasium in der Straße Am Landschaftspark Gatow 40 im Berliner Ortsteil Kladow des Bezirks Spandau. An der Schule werden rund 1120 Schülerinnen und Schüler unterrichtet.
Die Schule ist seit dem Jahr 2000 in Kladow ansässig. Davor hatte sie ihren Standort in Hakenfelde. Im Jahr 2014 wurde der Schulkomplex des Hans-Carossa-Gymnasium um einen eigenen Mensa-Neubau erweitert.
Das Gymnasium ist nach dem Arzt und Schriftsteller Hans Carossa benannt. Der Schulname sollte 2022 geändert werden, da sich Hans Carossa von den Nationalsozialisten instrumentalisieren ließ und in die „Gottbegnadeten-Liste“ des NS-Regimes aufgenommen wurde. Der Antrag scheiterte in den zuständigen Gremien der Schulgemeinde. Während die Lehrerschaft mit einer Mehrheit von 83 % für die Umbenennung votierte, lehnten 64 % der Schüler und 57 % der Eltern den Antrag auf Umbenennung ab.
Das Hans-Carossa-Gymnasium wurde von der Stiftung für Umwelterziehung als Umweltschule in Europa ausgezeichnet. Folgende Projekte haben zur Auszeichnung beigetragen:
- Die Teilnehmer der Mikrokosmos-AG haben eine Dauerausstellung für den Verwaltungstrakt der Schule erarbeitet.
- Mit der Teilnahme am GEO-Tag der Artenvielfalt haben die Schüler gelernt, mit Bestimmungsbüchern umzugehen.
- Mit dem Bau einer Trockenmauer am Projekttag haben die Schüler die Bedeutung von selten gewordenen Biotopen kennengelernt.
- Seit 2011 wird am Hans-Carossa-Gymnasium eine Debating AG angeboten, die in den letzten Jahren sehr erfolgreich an mehreren Wettbewerben teilgenommen hat.
- Es werden verschiedene Arbeitsgruppen wie beispielsweise Englisch Theater AG, Tennis, Chor angeboten.
- Die Klassen gehen seit 2018 von a bis f.

Das Hans-Carossa-Gymnasium zeichnet sich durch zwei spezialisierte Zweige ab Klasse 5 aus. In der a-Klasse wird bilingual unterrichtet (d. h. ab Klasse 5 verstärkt Englisch und Französisch, ab Klasse 7 Geografie auf Englisch; ab Klasse 9 Geschichte auf Englisch). Die b-Klassen erhalten verstärkten naturwissenschaftlichen Unterricht (d. h. mehr Naturwissenschaftliche Unterrichtsstunden als andere Klassen; in Klasse 8 Biologie auf Englisch). Ab der Klasse 8 werden zusätzlich Spanisch und Latein als Wahlpflichtfächer angeboten.
Das Hans-Carossa-Gymnasium wurde mehrfach als MINT-freundliche Schule ausgezeichnet. Ebenfalls gilt das Hans-Carossa-Gymnasium als Erasmus+ Schule.